# Hercitis pygmaea
Hercitis pygmaea är en skalbaggsart som beskrevs av Hermann Burmeister 1855. Hercitis pygmaea ingår i släktet Hercitis och familjen Melolonthidae. Inga underarter finns listade i Catalogue of Life.